# Carlo Bergamini (F590)
Carlo Bergamini (F590) es una fragata clase FREMM en servicio de la Armada italiana. Fue la primera unidad construida por el programa de fragatas multipropósito FREMM.
El proyecto del casco inició su construcción en los astilleros Fincantieri de Riva Trigoso en Génova el 7 de enero de 2008 y la nave se botó el 16 de julio de 2011.

## Historial operativo
El 6 de octubre de 2011 tuvo lugar su primera prueba en el mar.
El 14 de septiembre de 2012, el barco, al mando del capitán Gianmarco Conte, hizo su primera entrada en la estación naval de Mar Grande, en Tarento, como colofón de la conmemoración del aniversario del hundimiento del acorazado Roma.
Hasta agosto de 2013 el Centro de Formación Aeronaval de la Armada sometió al barco a una serie de pruebas en el Golfo de Tarento, tanto en el mar como en puerto, para certificar la funcionalidad de todos los sistemas a bordo y realizar las pruebas e integración del sistema de combate y del sistema de mando y control.
El Carlo Bergamini fue entregado a la Marina el 29 de mayo de 2013, en el cuartel general de La Spezia. Recibió su bandera de combate el 16 de octubre de 2013 en el Puerto de Ancona. En noviembre de 2013 la unidad inició, en el marco de la campaña naval, "El Sistema País en Movimiento", la navegación para la circunnavegación de África con el 30º Grupo Naval.